# الدرع الكندي
الدرع الكندي والذي يسمى أيضًا هضبة لورينشيان هو درع جيولوجي كبير مغطى بطبقة رقيقة من التربة والذي يشكل نواة الركيزة القارية لأمريكا الشمالية أو لورينشيا. وهي منطقة تتألف في معظمها من الصخور النارية والتي لها تاريخ بركاني طويل. وبها منطقة صخر أديم عميقة ومشتركة ومتصلة في شرق ووسط كندا وتمتد شمالاً من البحيرات العظمى إلى المحيط المتجمد الشمالي، حيث تغطي أكثر من نصف مساحة كندا؛ كما أنها تمتد جنوبًا في الروافد الشمالية للولايات المتحدة. ويعتبر القطاع السكاني بها متفرقًا، والتنمية الصناعية صغيرة في حين أن التعدين شائع جدًا.

## الامتداد الجغرافي
الدرع الكندي هو تقسيم فيزيوغرافي، ويتكون من خمس مقاطعات فيزيوغرافية أصغر، وهي تلة لورينشيان ومنطقة كازان وديفيس وهدسون وجيمس. ويمتد الدرع إلى الولايات المتحدة حيث جبال آديرونداك (المتصلة من خلال محور فرونتيناك) والمرتفعات العليا. ويأخذ الدرع الكندي شكل حرف U، لكن لما يقرب من نصف دائرة، والتي ينتج عنها ظهور درع المحارب وهو جزء من الركيزة القارية لورينشيا مما يدل على أن المنطقة لها تأثير جليدي أكبر (كاشطًا الصخور العارية) محدثًا وجود طبقة رقيقة من التربة.
الدرع الكندي هو ملصقة لصفائح الأركي والتضاريس القوسية الحديثة المتراكمة والأحواض الرسوبية في العصر البروتروزي التي تم دمجها تدريجيًا خلال الفترة من 2.45 حتى 1.24 مليار سنة مضت، مع حدوث فترة النمو الأكثر أهمية خلال تكون الجبال عبر هدسون، في الفترة بين 1.90 إلى 1.80 مليار سنة مضت تقريبًا. وكان الدرع الكندي هو الجزء الأول من أمريكا الشمالية الذي يكون مرتفعًا عن سطح البحر بشكل دائم وظل بمنأى كليًا تقريبًا عن التعديات المتتالية من البحر على القارة. وهو أكبر منطقة على الأرض لصخور الأركي المكشوفة. وترجع معظم الصخور الأساسية المتحولة إلى حقبة عصر ما قبل الكمبري (بين 4.5 مليار و540 مليون سنة مضت)، وقد ارتفعت وتآكلت مرارًا وتكرارًا. اليوم، يتألف الدرع غالبًا من منطقة ذات تضاريس منخفضة 300 إلى 610 م (980 إلى 2,000 قدم) فوق مستوى سطح البحر مع وجود عدد قليل من الهضاب الصغيرة وسلاسل جبلية منخفضة (بما فيها تورنجات وجبال لورينشيان) التي ربما تآكلت من الهضبة حقبة الدهر الحديث. وخلال فترة بليستوسين ضغطت الصفائح الجليدية القارية على سطح الأرض (انظر خليج هدسون) واستخرجت الآلاف من أحواض البحيرات وحملت تربة المنطقة بعيدًا.
وعندما يتم تضمين جزء جرينلاند يصبح الدرع دائري الشكل تقريبًا، ويحده من الشمال الشرقي حافة الشمال الشرقي لجزيرة جرينلاند، مع وجود خليج هدسون في المنتصف. وهو يغطي جزء كبير من جرينلاند ولابرادور ومعظم كيبك شمال نهر سانت لورانس وجزء كبير من أونتاريو بما فيها الأجزاء الشمالية من شبه الجزيرة الجنوبية بين البحيرات العظمى وجبال آديرونداك في شمال نيويورك والجزء الموجود أقصى شمال ميشيغان السفلى وجميع أجزاء ميشيغان العليا وشمال ويسكونسن وشمال شرق مينيسوتا والأجزاء الوسطى / الشمالية من مانيتوبا بعيدًا عن خليج هدسون وشمال ساسكاتشوان وجزء صغير من شمال شرق ألبرتا والأقاليم الكندية الشمالية على البر الرئيسي إلى الشرق من الخط الذي يمتد شمالاً من حدود ساسكاتشوان / ألبرتا (الأقاليم الشمالية الغربية ونونافوت). إجمالاً، يغطي الدرع ما يقرب من 8,000,000 كـم2 (3,088,817 ميل2). فهو يغطي هذه المساحة وأكثر ويمتد إلى كورديليرا الغربية في الغرب وجبال الأبلاش في الغرب، ولكن لا تزال التكوينات تحت الأرض. ويشمل بالفعل هيكل الصخور الكامنة خليج هدسون والمنطقة المغمورة بين أمريكا الشمالية وجرينلاند.

## معلومات جيولوجية

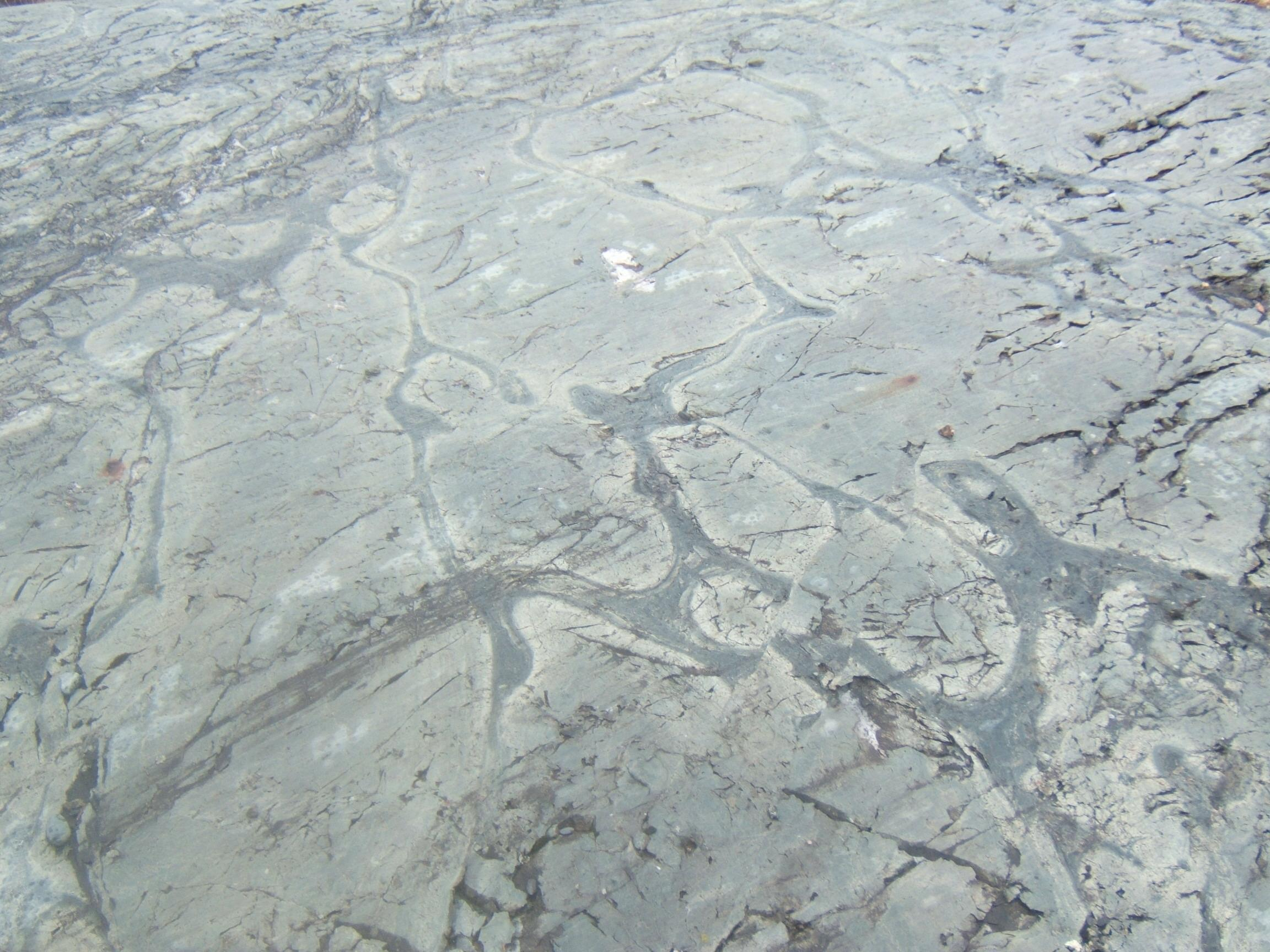
حمم وسادية مجوية من عصر ما قبل الكامبري في حزام الحجر الأخضر تيماجامي

تكونت العديد من الأنهار والبحيرات في المنطقة بأكملها بسبب مستجمعات المياه في المنطقة التي تعتبر حديثة جدًا وذلك في حالة تصنيف أنفسها مع التأثير المضاف من الارتداد بعد الفترة الجليدية. وكان الدرع في الأصل منطقة من الجبال الكبيرة جدًا (مساحتها حوالي 12,000 متر أو 39,000 قدم) مع وجود نشاط بركاني كبير، ولكن لأكثر من مئات الملايين من السنين تآكلت المنطقة لتظهر بمظهرها الطبوغرافي الحالي من التضاريس المنخفضة نسبيًا.timeframe needs a cite[بحاجة لمصدر] وهذه المنطقة بها بعض من أقدم البراكين (الهامدة) على الكوكب.[بحاجة لمصدر] وبها أكثر من 150 حزام بركاني (مشوهة في الوقت الحالي ومتآكلة حتى تظهر كأنها تقريبًا سهول منبسطة) والتي يتراوح بها عمر صخر الأديم من 600 إلى 1200 مليون سنة.[بحاجة لمصدر]
كل حزام نما على الأرجح بفعل التحام التراكمات المنطلقة من الفوهات العديدة، مما يجعل عدد البراكين يصل إلى المئات. وترتبط العديد من الرواسب الخام في كندا ببراكين العصر ما قبل الكمبري.
ويعد معلم ستورجون ليك كالديرا في منطقة كينورا، أونتاريو واحدًا من أفضل مجموعات الـكالديرا المتمعدنة والمحفوظة من حقبة نيوراكيان في العالم، والذي يقدر عمره بنحو 2.7 مليار سنة. كما يتضمن الدرع الكندي مجموعة سدود ماكنزي، والتي تعد أكبر مجموعة سدود معروفة على وجه الأرض.

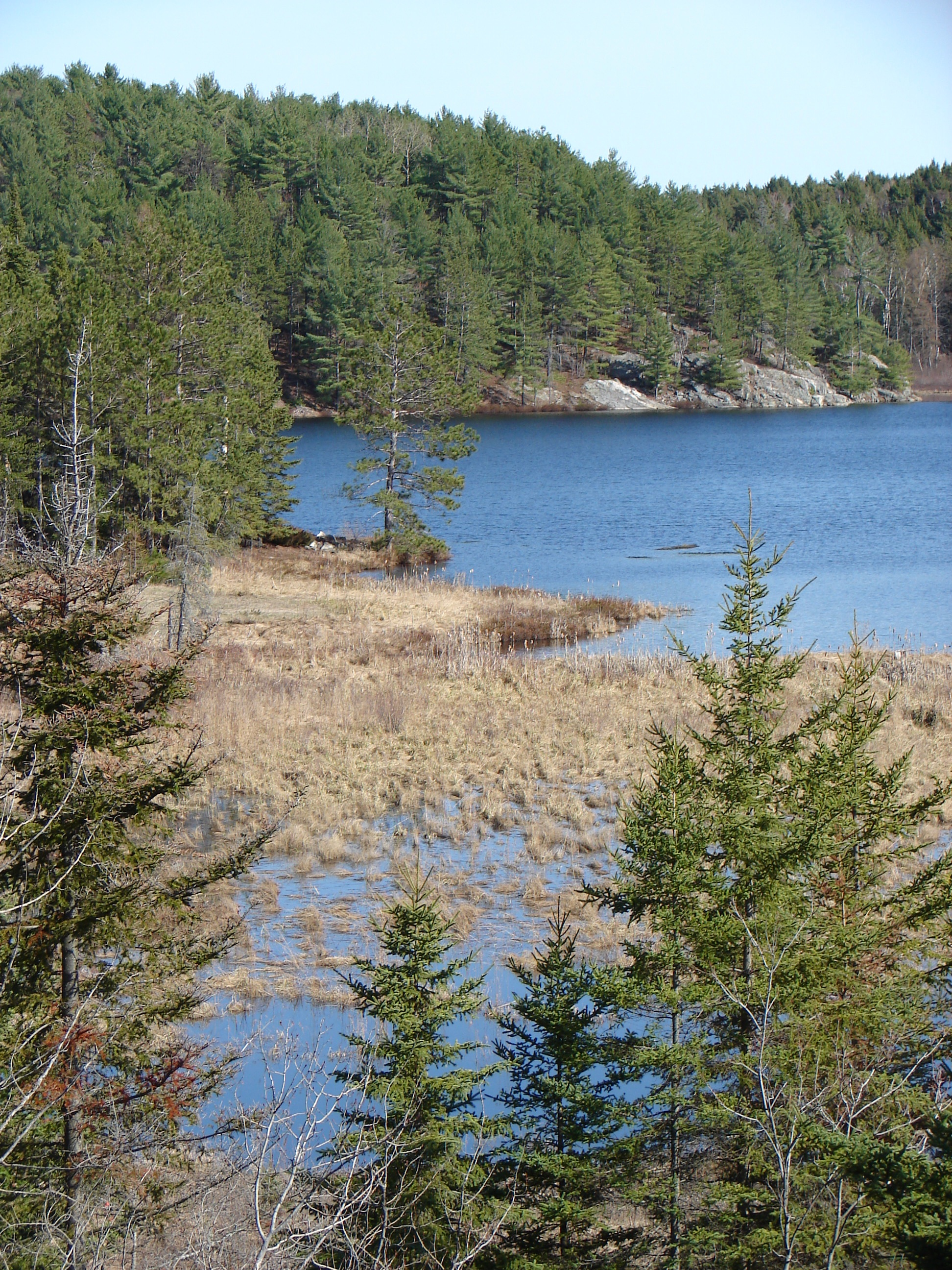
الدرع الكندي المثالي: الصنوبر والبحيرات والمستنقعات والصخور.

تمتلك الجبال جذور عميقة وتطفو على دثار أكثر كثافة يشبه كثيرًا جبل جليدي في البحر. وكما تتآكل الجبال، ترتفع جذورها وتتآكل بدورها. وقد كانت الصخور التي تشكل الآن سطح الدرع ذات مرة بعيدة تحت سطح الأرض.
فقد وفرت الضغوط العالية ودرجات الحرارة في تلك الأعماق الظروف المثالية للـتمعدن. وبالرغم من تآكل هذه الجبال بشكل كبير في الوقت الحالي، إلا أن العديد من الجبال الكبيرة لا تزال موجودة في أقصى شمال كندا وتعرف باسم كورديليرا القطب الشمالي. وهي سلسلة جبلية كبيرة مشقوقة بشكل عميق، وتمتد من أقصى شمال جزيرة إليسمر إلى أقصى شمال طرف منطقة لابرادور. وتعد أعلى قمة في السلسلة هي قمة باربو في نونافوت بارتفاع يصل إلى 2,616 متر (8,583 قدم) فوق مستوى سطح البحر. وتعد صخور عصر ما قبل الكمبري هي العنصر الرئيسي في صخر الأديم.
وتعد الركيزة القارية لأمريكا الشمالية هي صخر الأديم الذي يشكل قلب قارة أمريكا الشمالية ويعتبر الدرع الكندي هو أكبر جزء ظاهر من صخر أديم الركيزة القارية.
ويعتبر الدرع الكندي جزء من قارة قديمة تسمى أركتيكا، والتي تشكلت منذ حوالي 2.5 بليون سنة مضت في حقبة نيوراكيان. وانقسمت إلى جرينلاند ولورينشيا واسكتلندا وسيبيريا وشرق أنتاركتيكا وتقع الآن تقريبًا في الـأركتيك حول القطب الشمالي الحالي.

## معلومات بيئية
يعد النتوء السطحي الحالي واحدًا من طبقات التربة الرقيقة التي تقع أعلى حجر الأديم، مع وجود العديد من النتوءات الصغيرة به. وقد حدثت هذه التسوية بفعل التجلد الشديد خلال العصر الجليدي، الذي غطى الدرع وكشط الصخور فجعلها مستوية.
وتتكون الأراضي المنخفضة في الدرع الكندي من تربة كثيفة جدًا والتي تعد غير مناسبة للتشجير ولكنها أيضًا تحتوي على العديد من البرك والمستنقعات. وتتكون بقية المنطقة من تربة خشنة والتي لا تحتفظ جيدًا بالرطوبة وتتجمد لتصبح طبقة جليدية على مدار السنة. ولا تعد الغابات بها كثيفة كما هو الحال في الشمال.
وتغطي الغابات الشمالية الواسعة أجزاء من الدرع في الجنوب والتي تدعم النظام البيئي الطبيعي وكذلك صناعة قطع الأشجار الرئيسية. وتشمل منطقة الغابات الشمالية مناطق بيئية مثل التايغا الشرقية في الدرع الكندي والتي تغطي شمال كيبك ومعظم لابرادور وغابة الدرع الكندي في الغرب الأوسط التي تمتد غربًا من شمال غرب أونتاريو. ويعتبر الصرف الهيدروغرافي عمومًا ردئ، وتعد آثار التجلد واحدة من بين عدة أسباب. وتسود نباتات الـتندرا عادة في المناطق الشمالية. كما توجد بها العديد من الثدييات مثل الرنة والغزال أبيض الذيل والموظ والذئاب والشره وابن عرس وفيزون وقضّاعة والدب الرمادي والدب القطبي والدب الأسود. وحالة وجود الدببة القطبية (باللاتينية، Ursus maritimus) تحتوي منطقة الدرع على العديد من مواقع التربية في وكر مثل وابوسك ناشيونال بارك.

## التعدين والاقتصاد
يعد الدرع واحدًا من أكثر المناطق ثراءً في العالم من ناحية المعادن الخام. فهو مليء بطبقات من النيكل والذهب والفضة والنحاس. وفي كل مكان بالدرع، هناك العديد من مدن التعدين التي تستخرج هذه المعادن. وتعد مدينة سادباري، أونتاريو أكبر مدينة وواحدة من أكثر المدن شهرة في الدرع. وتعد مدينة سادباري استثناء من العملية الطبيعية لتشكل المعادن في الدرع حيث يتوفر هناك دليل هام على أن حوض سادباري هو فوهة صدمية قديمة لـحجر نيزكي. وقد تم العثور على حمم من تأثير الحجر النيزكي في روف فورمايشن في مايو 2007. كما ضرب الحجر النيزكي منذ وقت قريب مناطق مشابهة لحوض سادباري، ولكن أقل شهرة منه مثل منطقة تيماجامي ذات الخلل المغناطيسي. وهذا يشير إلى أنه يمكن أن يكون فوهة صدمية ثانية غنية بالمعادن.
في شمال شرق كيبك، تعد بحيرة مانيكواجون موقع مشروع توليد الطاقة الكبير (مانيك سينك أو مانيك-5). والتي تعد واحدة من أكبر الـفوهات الصدمية لـحجر نيزكي المعروفة على الأرض.
ويعد حزام الحجر الأخضر فلين فلون في وسط مانيتوبا وشرق وسط ساسكاتشوان واحدًا من أكبر المناطق التي تحتوي على براكين مليئة بالـكبريتيد (VMS) في الحقبة الأولى من العصر البروتروزي في العالم، حيث تحتوي على 27 طبقة من النحاس-الزنك-(الذهب) والتي يتم منها التنقيب على أكثر من 183[بحاجة لتوضيح] مليون طن من الكبريتيد.
وقد كان الدرع، وخاصة الجزء الموجود في الأقاليم الشمالية الغربية، موقعًا للعديد من الاكتشافات الكبرى للـماس. وترتبط أنابيب الكمبرلايت التي يتم فيها العثور على الماس مع الركائز القارية، والتي توفر دثار أرضي صخري اللازم لترسيخ الماس ليصبح معدن. ثم يخرج الماس من انفجارات الكمبرلايت من عمق 150 كيلومتر (93 ميل) إلى السطح. وفي الوقت الحالي، تقوم مناجم إيكاتي وديافيك بالتنقيب عن ماس الكمبرلايت بنشاط.